# 讃岐岩

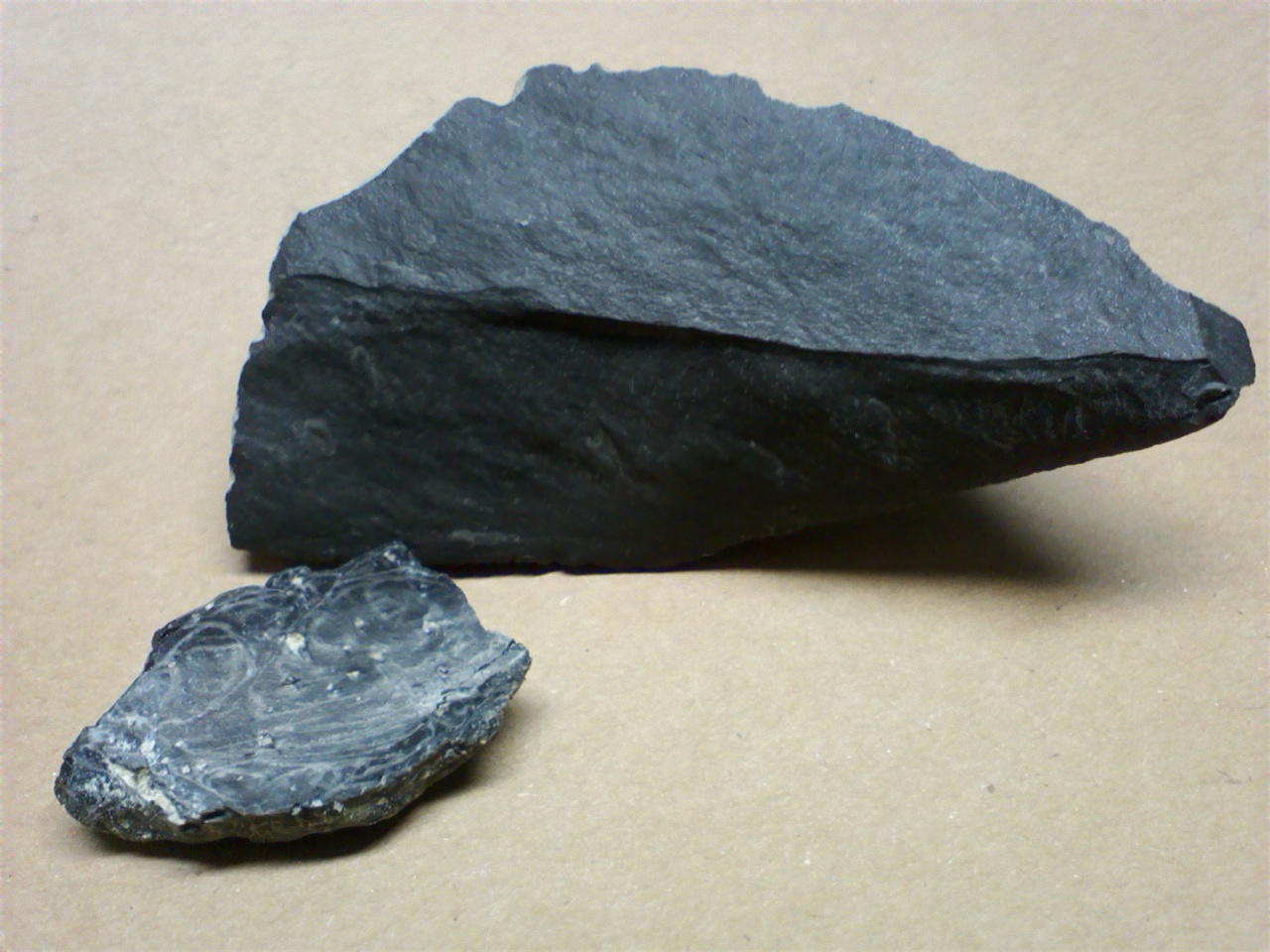
二上山産出のサヌカイト。光沢のある黒色と鋭い断片が分かる

讃岐岩（さぬきがん、sanukite、サヌカイト）は、名称のもとである香川県坂出市国分台周辺や大阪府と奈良県の境にある二上山周辺で採取される、非常に緻密な古銅輝石安山岩。およそ1400万年前に瀬戸内周辺地域の火山から噴出した溶岩からなる。固いもので叩くと高く澄んだ音がするので、カンカン石とも呼ばれる。
サヌカイトという名称は、明治政府に招かれ、日本各地の地質を調査したドイツ人地質学者ハインリッヒ・エドムント・ナウマンが、讃岐岩を本国に持ち帰り、知人のバインシェンクが研究して命名したものである。
2007年、日本の地質百選に選定された（No.096「サヌカイト」）。2016年には日本地質学会から香川県の「県の石」に選定されている。

## 利用

### 石器
古代には、石器の材料として使われ、打製石器、磨製石器に加工され使われていた。そのため同じく石器の材料となる黒曜石同様に、古代の人々の遺物として、産出地以外の遙か遠方で、サヌカイトの破片が発見されている。

### 楽器
固いもので叩くと高く澄んだ音がする。玄関の呼び鈴の代わりに使われたりしている。博物館などで長さの違う石片を並べて木琴のように叩いて音を出す「石琴」（楽器名：サヌカイト）などの展示物やコンサートに使われている。楽器としての演奏者（小松玲子など）も存在し、香川県の公共施設のBGMで流れている。